# Honor of Kings
Honor of Kings (chiń. upr. 王者荣耀; chiń. trad. 王者榮耀; pinyin Wángzhě Róngyào – gra komputerowa z gatunku multiplayer online battle arena wyprodukowana przez  TiMi Studio Group.
W listopadzie 2020 roku Honor of Kings miało ponad 100 milionów aktywnych graczy dziennie, co czyni go jedną z najpopularniejszych gier na świecie.